# Orden des 25. Februar 1948

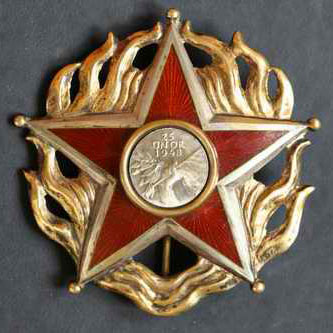
Orden Řád 25. února

Der Orden des 25. Februar 1948 (tschechisch Řád 25. února) wurde per Dekret Nr. 34 vom 8. Februar 1949 durch die tschechoslowakische Regierung gestiftet und an Personen verliehen, die sich hervorragende Verdienste um die Vollendung der Volksdemokratie in den Februartagen des Jahres 1948 erworben hatten. Die Auszeichnung konnte ferner an Institutionen und Gruppen verliehen werden.

## Ordensklassen
Der Orden besteht aus drei Klassen
- I. Klasse
- II. Klasse
- III. Klasse

## Ordensdekoration
Das Ordenszeichen der I. Klasse ist ein fünfstrahliger rot emaillierter Stern mit kleinen Kügelchen auf den Spitzen. Zwischen den Sternstrahlen befinden sich lodernde vergoldete Flammen. Auf dem Stern liegt ein silbernes Medaillon auf, in dem die dreizeilige Inschrift 25 UNOR 1948 (25. Februar 1948) zu lesen ist. Darunter ist eine stilisierte Hand zu sehen, die einen Lindenzweig und eine Fahne hält.
Die II. und III. Klasse ist eine runde Bronze versilberte bzw. aus Bronze gefertigte Medaille und zeigt die bereits beschriebene Abbildung des Medaillons. Rückseitig im oberen Halbrund die zweizeilige Inschrift REPUBLIKA ČESKOSLOVENSKÁ (Republik Tschechoslowakei). Mittig ist ein Lindenzweig zu sehen und darunter die zweizeilige Inschrift VÚLE LIDU ZÁKONEM (Der Wille des Volkes ein Gesetz).

## Trageweise
Die I. Klasse wurde als Steckabzeichen auf der linken Brust, die Medaille an einem roten Band auf der linken Brustseite getragen.